# Kocku von Stuckrad
Kocku von Stuckrad (Kpandu, 6 de abril de 1966) é um especialista em religião comparada, filosofia e estudos judaicos formado nas universidades de Bonn, Colônia e Bremen, além de ser professor de estudos da religião na Universidade de Groningen, na Alemanha. Kocku von Stuckrad é conhecido, principalmente, por trabalhos dedicados à história da religião européia e à história da astrologia.